# Aptoide

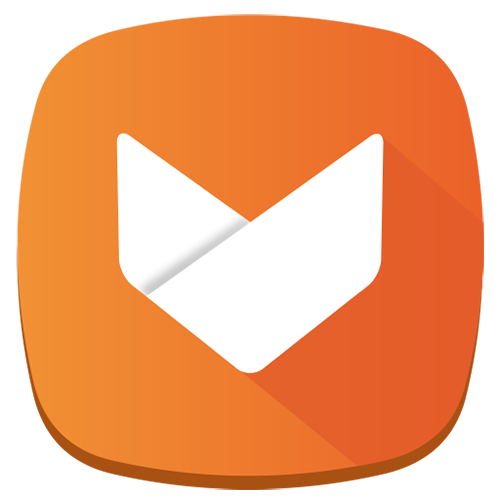
Icone de l'application Aptoide.

Aptoide (prononcé en anglais : [ˈæpˌtɔɪd]) est un logiciel de « place de marché » pour l'installation d'applications mobiles qui fonctionne sur le système d'exploitation Android.

## Description
Dans Aptoide, contrairement à Google Play par défaut d'Android, il n'y a pas de magasin unique et centralisé ; au contraire, chaque utilisateur gère son propre magasin. Le progiciel est publié par Aptoide S.A., une société à but lucratif constituée en novembre 2011 et dont le siège est à Lisbonne, au Portugal.
Il existe plusieurs versions de l'application Aptoide : Aptoide pour smartphones et tablettes, Aptoide TV - une édition pour les téléviseurs intelligents et les décodeurs, Aptoide VR et Aptoide Kids - développée pour les appareils pour enfants.
L'application Android utilisée pour accéder aux magasins est open source, et il existe plusieurs forks comme F-Droid. La communication entre le client et les serveurs se fait à l'aide d'un protocole ouvert basé sur XML.
Le concept est inspiré du gestionnaire de paquets APT, qui peut travailler avec plusieurs sources (dépôts). Lorsque l'utilisateur souhaite un paquetage, il peut utiliser le client pour rechercher les sources où l'application est stockée.
Le nom Aptoide est formé à partir des mots "APT" (le gestionnaire de paquets de Debian) et "oide" (la dernière syllabe de "Android").
En 2017, le logiciel de la plateforme Aptoide avait été téléchargé environ 6 milliards de fois, était utilisé par environ 200 millions d'utilisateurs et était disponible dans une quarantaine de langues. Dans les différents magasins, il est possible de trouver environ 1 million d'applications Android.

## Histoire
Aptoide a commencé comme une proposition de Paulo Trezentos lors du camp d'été Caixa Mágica 2009. La proposition a été acceptée[Par qui ?] et est devenue ce qui est aujourd'hui Aptoide. Cette première étape de développement a ensuite été développée dans le cadre des Summerbits de SAPO.
L'idée derrière Aptoide est venue de différentes sources. D'une part, la recherche sur les installateurs Linux dans le projet européen Mancoosi, le projet de thèse de Paulo Trezentos et le téléphone A5 de Portugal Telecom, projet auquel l'équipe a participé.
Fin 2010, elle a été lancée sur le site Bazaar Android. Bazaar Android offrait la possibilité aux utilisateurs de créer leur propre boutique. En août 2012, les marques Aptoide et Bazaar Android ont été fusionnées pour permettre une meilleure communication.
En 2011, F-Droid a été créé à partir d'Aptoide.
En novembre 2011, Aptoide a été constituée en société en Europe.
En 2013, Aptoide a reçu un total de 750 000 euros de financement d'amorçage de Portugal Ventures.
En 2015, la société a obtenu un tour de financement de série A de 3,7 millions d'euros (4 millions de dollars), mené par la société de capital-risque allemande e.ventures avec un co-investissement de Gobi Partners (Chine) et Golden Gate Ventures (Singapour). Cet investissement a permis à Aptoide de développer son équipe, qui compte actuellement plus de 60 employés.
En 2014, Aptoide a déposé une plainte antitrust auprès de l'Union européenne contre Google, affirmant que Google crée des obstacles pour que les utilisateurs puissent installer des magasins d'applications tiers, lie des services essentiels à Google Play (bloquant ainsi, à nouveau, ces magasins d'applications tiers), et bloque l'accès aux sites Web d'Aptoide dans son navigateur Web Chrome.
En mai 2015, Aptoide a annoncé qu'elle allait commencer ses activités en Asie en ouvrant un bureau à Singapour.
En 2017, Aptoide a annoncé qu'elle allait travailler avec AppCoin[pas clair] et « entrer dans le secteur des monnaies numériques avec les AppCoins, sobrement nommés. Lancée en même temps que l'édition 2017 du Web Summit, l'Initial Coin Offering (ICO) de 18 millions de dollars permettra aux utilisateurs d'utiliser les AppCoins pour se payer entre eux ou pour des achats in-app, comme des mises à niveau de jeux ». Les 200 millions d'utilisateurs d'Appcoin seront incités à s'engager dans la publicité pour gagner de la monnaie.